# Рибек, Эмиль
Эмиль Рибек (нем. Emil Riebeck; 11 июня 1853, Пройслиц, Бернбург — 22 июня 1885, Фельдкирх, Форарльберг) — известный немецкий путешественник, этнолог, минералог, естествоиспытатель и коллекционер-альтруист.

## Биография
Эмиль Рибек родился в городе Пройслиц в семье немецкого промышленника 11 июня 1853 года.
C 1880 по 1983 год посетил Сирию, Палестину, Саудовскую Аравию, остров Сокотра, Индию, Бирму, Сиам, Яву, Китай, Японию. Финансировал африканскую экспедицию Готтлиба Краузе.
Собранные им материалы Эмиль Рибек в 1883 году подарил художественно-промышленному и этнографическому музеям в городе Берлине, а естественноисторические коллекции — музею в Галле.
Эмиль Рибек скоропостижно скончался в Австрии, когда ему едва исполнилось тридцать два года.
В его честь был назван минерал Рибекит (Na2(Mg, FeII)3Fe2III(Si4O11)2(OH, F)2).

## Основные труды
- 1885 — «Die Hügelstämme von Chittagong».